# Saint-Mort
Saint-Mort est un hameau condruzien du village de Haillot en province de Namur en Belgique. Avec Haillot il fait aujourd’hui administrativement partie de la commune de Ohey (Région wallonne de Belgique).
Sis sur les hauteurs de Meuse (rive droite) entre Coutisse et Haillot le hameau qui comprend une demi-douzaine de maisons s’est développé autour de la chapelle Saint-Mort au carrefour de deux routes de campagne, toutes deux appelées ‘rue Saint-Mort’.  Saint Mort est un personnage religieux légendaire, dont le culte s’est développé dans la vallée de la Meuse (Huy, Andenne) au XVIe siècle.